# Pectiniunguis halirrhytus
Pectiniunguis halirrhytus är en mångfotingart som beskrevs av Crabill 1959. Pectiniunguis halirrhytus ingår i släktet Pectiniunguis och familjen småjordkrypare. Inga underarter finns listade i Catalogue of Life.